# Cây trồng chưa sử dụng và khai thác đúng tiềm năng

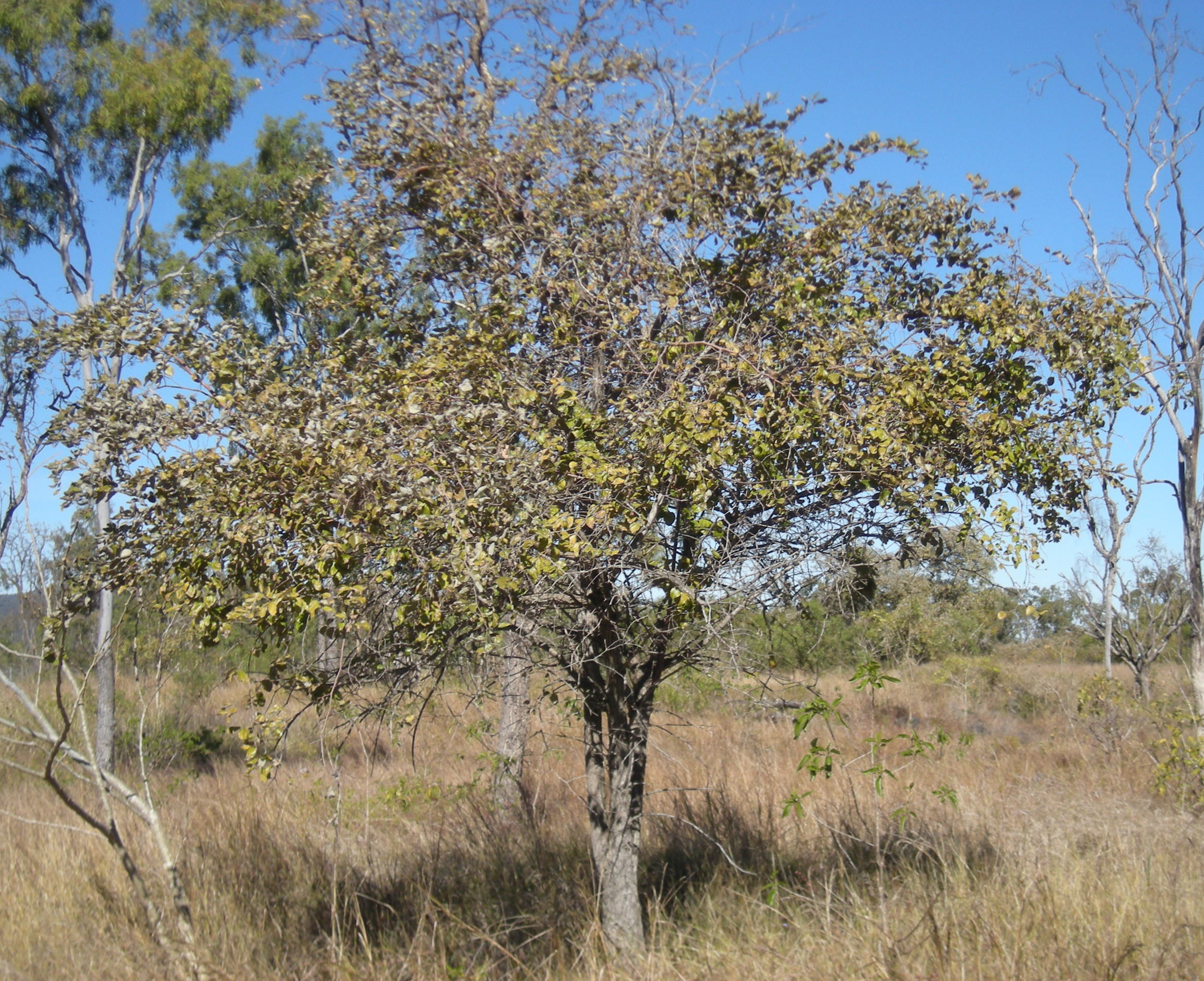
Cây trồng chưa sử dụng và khai thác đúng tiềm năng

Cây trồng chưa sử dụng và khai thác đúng tiềm năng (NUS) là những loài thực vật được sử dụng theo cách truyền thống như lương thực, lấy sợi, thức ăn cho gia súc, dầu ăn và thuốc chữa bệnh. Những loài này đã không được khai thác tận dụng những tiềm năng góp phần tới an toàn lương thực, dinh dưỡng, y tế, thu nhập và dich vụ môi trường. Các loài này thông thường chưa được quan tâm từ các nghiên cứu khoa học và các chương trình phát triển.

## Tầm quan trọng
NUS là các loài cây trồng có diện tích tương đối khiêm tốn và phân bố tương đối phân tán so với những cây trồng chủ chốt ở trên Thế giới. Ba loài cây trồng ngô, lúa mì và lúa được coi như khoảng một nửa sự tiêu thụ của thế giới về protein và calo. 95% sản lượng lương thực cần thiết của thể giới được cung cấp bới 30 loài cây thực vật. Các nhà khoa học đã ước tính 7500 loài cây có thể cho lương thực ở trên Thế giới. Các loài cây trồng chưa sử dụng và khai thác đúng tiềm năng đó là những loài có thể và trong nhiều trường hợp, về phương diện lịch sử, chúng đã từng được sử dụng làm lương thực trên một quy mô lớn. 
Bên cạnh tiềm năng thương mại, các loài NUS còn góp phần quan trọng trong việc giúp ích môi trường như chúng có thể thích nghi với các vùng đất khắc nhiệt với điều kiện dinh dưỡng và khí hậu.
Ví dụ:
Cây ngón biển là một cây thuộc NUS, nó được sử dụng làm rau ăn và ngày nay được phát triển ở sa mạc của Negev. Xem đoạn video của dự án DIVERSEEDS về cây ngón biển và sa mạc nông nghiệp.
Cây me cổ thụ (gốc tổ) được tìm thấy ở thành phố Santa Clara, Cuba.
Để xét cây trồng chưa sử dụng hết tiềm năng thì phải có 3 tiêu chuẩn sau:
- Cây trồng có khả năng cung cấp lương thực hay năng lượng
- Cây trồng có thể canh tác, hoặc:
- Cây trồng đã từng được canh tác nhiều nơi trong quá khứ, hoặc
- Hiện nay cây trồng có xuất hiện tại những vùng canh tác khiêm tốn
- Diện tích canh tác hiện nay giảm hơn những cây trồng khác.

Cây trồng sử dụng và khai thác chưa đúng tiềm năng theo đặc chưng chung sau:
- Đại diện một lượng lớn về đa dạng sinh học và tiềm năng lớn cho sự đóng góp nhằm cải thiện thu nhập, an toàn lương thực, dinh dưỡng và chống lại sự "đói nghèo", nguyên nhân thiếu các nguyên tố vi lượng (vitamin và khoáng chất).
- Có mối liên kết chặt chẽ tới di sản văn hóa của địa điểm nguồn gốc khởi nguyên của chúng
- Chủ yếu là cây trồng địa phương và truyền thống (với kiểu sinh thái của họ và sự thuần hóa) hay các loài hoang dại về sự phân bố, sinh vật học, canh tác và sử dụng, thiếu thông tin khoa học về các loài này.
- Có xu hướng thích nghi với sinh thái nông nghiệp cụ thể và điều kiện đất khó cạnh tác
- Có điểm yếu hay hệ thống cung cấp hạt giống không theo kênh chính thức.
- Được người dân địa phương công nhận sử dụng theo phương thức truyền thống ở từng vùng riêng.
- Được chọn lọc từ các loài hoang dại hay sản phẩm theo hệ thống sản xuất truyền thống mà hầu như là chưa có đầu ra
- Chưa được sự quan tâm chú ý của nhà nghiên cứu, người làm khuyến nông, người dân, chính sách và người hoạch định chính sách, người chuyển giao công nghệ và người tiêu dùng.
- Có thể có giá trị dinh dưỡng cao hay chất làm thuốc hoặc những chất sử dụng khác.

## Các ví dụ
Việc xác định các loại cây chưa được sử dụng hay sử dụng dưới tiềm năng có sự khác biệt lớn giữa những nhà nghiên cứu. Có nhiều tiêu chí và cách tiếp cận khác nhau tới nhóm cây trồng này.

### Các loại ngũ cốc và giả-ngũ cốc
- Dền đuôi chồn cong (Amaranthus caudatus)
- Diên mạch (Chenopodium quinoa)
- Chenopodium pallidicaule
- Digitaria exilis
- Echinochloa frumentacea
- Echinochloa utilis
- Kê chân vịt (Eleusine coracana)

### Cây ăn quả và lấy hạt
- Bao báp (Adansonia digitata)
- Aegle marmelos
- Đào lộn hột (Anacardium occidentale)
- Annona cherimola
- Annona muricata
- Na (Annona squamosa)
- Mít (Artocarpus heterophyllus)
- Khế (Averrhoa carambola)
- Bactris gasipaes
- Canarium indicum
- Carissa edulis
- Carya cathayensis
- Casimiroa edulis
- Minh quyết (Ceratonia siliqua)
- Xoan nhừ Choerospondias axillaris
- Bưởi Citrus grandis
- Cornus mas
- Sơn tra Crataegus monogyna
- Cydonia oblonga
- Dimocarpus longan
- Diospyros kaki
- Durio zibethinus
- Elaeagnus angustifolia
- Emblica officinalis
- Eriobotrya japonica
- Ficus carica
- Garcinia mangostana
- Hippophae rhamnoides
- Hovenia dulcis
- Irvingia gabonensis
- Juglans regia
- Lagenaria sphaerica
- Litchi chinensis
- Manilkara zapota
- Nephelium lappaceum
- Passiflora edulis
- Pistacia lentiscus
- Pouteria sapota
- Prunus amygdalus
- Psidium guajava
- Lựu (Punica granatum)
- Ricinodendron heudelotii
- Salacca zalacca
- Me (Tamarindus indica)
- Terminalia kaernbachii
- Vitis spp.
- Táo ta (Ziziphus mauritiana)

## Các tổ chức
- Đa dạng sinh học quốc tế (tên cũ IPGRI)
- Trang web, Trung tâm quốc tế về cây trồng sử dụng chưa đúng tiềm năng (ICUC)
- Quỹ phát triển nông nghiệp quốc tế (IFAD)
- Bundesministerium für wirtschaftliche Zusammnenarbeit und Entwicklung (BMZ), Germany
- Tổ chức nông lương thế giới (FAO) của Liên hợp quốc